# Protogoniops ocellaris
Protogoniops ocellaris är en tvåvingeart som först beskrevs av Townsend 1912.  Protogoniops ocellaris ingår i släktet Protogoniops och familjen parasitflugor.
Artens utbredningsområde är Peru. Inga underarter finns listade i Catalogue of Life.